# Orden der Westphälischen Krone

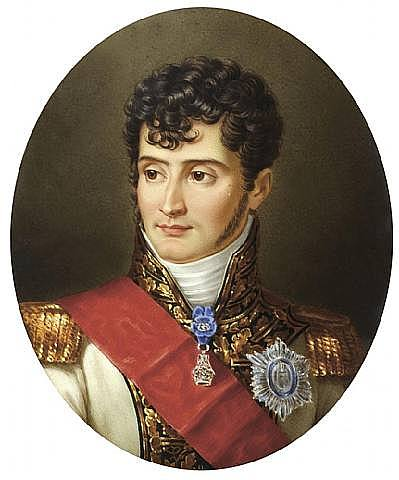
Jerôme mit Ordensstern und Orden als Halsdekoration, da er bereits das Schulterband der Ehrenlegion trägt.

Collane des Großkommandeurs

Der Orden der Westphälischen Krone wurde von König Hieronymus Napoleon von Westphalen am 25. Dezember 1809 in Paris gestiftet.

## Ordensklassen
Der Orden konnte für militärische wie auch für zivile Leistungen verliehen werden. Er bestand aus drei Klassen, und die Zahl der Inhaber war, zuzüglich der Prinzen des Hauses sowie Ausländern, wie folgt begrenzt:
- Großkommandeur (10)
- Kommandeur (30)
- Ritter (300)

Im August 1812 wurde noch eine vierte Ordensklasse, Ritter zweiter Klasse, eingerichtet, mit einer Obergrenze von 500 Mitgliedern. Ab diesem Zeitpunkt stellte dies die Eingangsstufe der Ordenslaufbahn dar.

## Ordensdekoration (Kleinod)

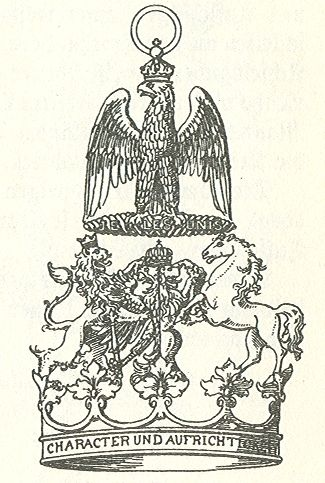
Kleinod des Ordens der Westphälischen Krone

Auf dem Ordenszeichen stand auf der Vorderseite der Schriftzug CHARACTER UND AUFRICHTIGKEIT und auf der Rückseite XXV. DEC. MDCCCIX geschrieben. 
Das Band war dunkelblau.
Der Orden wurde inoffiziell respektlos „La Menagerie“ genannt, denn er vereinigte eine Anzahl Tiere: Der hessische Löwe und das Sachsenross stützen einen gekrönten kaiserlich-französischen Adler, der über ihnen schwebt. Im Mittelfeld finden sich, Rücken an Rücken, ein mit Zepter bewehrter Adler und ein Löwe unter einer Königskrone. Beim Bruststern wird die Tiergruppe noch von einer sich in den Schwanz beißenden Schlange (als Symbol für die Ewigkeit) umgeben.
Großkommandeure trugen die Dekoration an einem Schulterband von der rechten Schulter zur linken Hüfte und einen Bruststern, die Kommandeure als Halsdekoration, die Ritter am Knopfloch. Ritter zweiter Klasse erhielten die Dekoration in Silber.

## Ordensträger

### Großkommandeur
- Pierre Alexandre le Camus (15. August 1810)
- Ernst Konstantin von Hessen-Philippsthal (24. Juni 1810)
- Joseph Jérôme Siméon (14. November 1810)
- Georg Ernst Levin von Wintzingerode (12. November 1812)
- Ferdinand von Lüninck Fürstbischof von Corvey (1. Januar 1813)

### Kommandeur
- Ludwig Friedrich von Bülow (24. Juni 1810)
- Hans Georg von Hammerstein-Equord (24. Juni 1810)
- Gustav Anton von Wolffradt (14. November 1810)
- Pierre Simon von Meyronnet (14. November 1810)
- Theodor Werner von Bocholtz (14. November 1810)
- Joseph Antoine Morio de Marienborn (14. November 1810)
- Wilhelm Ludwig Otto von der Malsburg (14. November 1810)
- Jean George Konstantin La Fleche von Keudelstein (14. November 1810)
- Georg Ludwig Werner von Jagow (14. November 1810)
- Karl August von Malchus (14. November 1810)
- Antoine Borel-Duchambon von Retterode (14. November 1810)
- Philipp Otto von Münchhausen (14. November 1810)
- Valentin de Salha Graf von Höhne (15. Januar 1811)
- August Wilhelm Karl Graf von Hardenberg (15. Januar 1811)
- Clamor Dietrich Ernst Gerhard von dem Bussche-Hünnefeld (15. Januar 1811)
- Anne Francois Louis Bertrand von Boucheporn (15. Januar 1811)
- Wilhelm Maximilian Rabe von Pappenheim (15. Januar 1811)
- Christian Konrad Wilhelm von Dohm (15. Januar 1811)
- Gerhard Hendrik von Heldring (15. Januar 1811)
- Carl Friedrich von Wendt (15. Januar 1811)
- Adam Ludwig von Ochs (15. Januar 1811)
- Karl Otto Johann von der Malsburg (15. Januar 1811)
- Jean Francois Marie de Bongars (15. Januar 1811)
- Christian Ludwig Albrecht von Patje (15. Januar 1811)
- Martin Ernst von Schlieffen (15. Januar 1811)

## Sonstiges
Der König war Großmeister des Ordens. Mit der Verleihung war eine jährliche Pension verbunden. Diese wurde aus den Einkünften der Abtei Quedlinburg, der Propstei Magdeburg sowie der im Königreich gelegenen ehemaligen Güter des aufgelösten Malteserordens bestritten. Großkommandeure erhielten zwischen 6.000 und 12.000, Kommandeure 2.000, Ritter 250 und Ritter zweiter Klasse 120 Westphälische Franken jährlich.
Mit dem Ende des Königreichs Westphalen und dem Übergang großer Teile desselben als Provinz an Preußen wurde das Tragen des Ordens in Preußen per Gesetz vom 26. Februar 1815 verboten.